# Anwärter
Anwärter é um título alemão que pode ser traduzido como "Candidato". Na Alemanha dos dias de hoje, o título de Anwärter é tipicamente usado para aqueles que são requerentes de um trabalho ou para os membros designados para a Bundeswehr que estavam sendo considerados para função de lideres.
Durante o Terceiro Reich, Anwärter era usada com um título paramilitar tanto na NSDAP quanto na SS. Com o partido nazista, a Anwärter era aquele que aceitava a posição de serviço governamental e o título era lançado em dois graus: um para membros do partido e outros como membros sem partido. Anwärter é o mais baixo título no complexo e extensivo sistema de títulos políticos do Partido Nacional Socialista levando as posições de Gauleiter e Reichsleiter.